# Otto Friedrich Müller
Otto Friedrich Müller, o Mueller (y su nombre es deletreado a veces como Friderich, Fridrich ou Frederik) ( 11 de marzo de 1730 - 26 de diciembre de 1784) fue un naturalista danés.

## Biografía
Müller era hijo de un trompetista pobre de la corte de Copenhague. Con doce años es confiado a su tío, Niels Udsen, en Ribe al oeste de Dinamarca. Bajo su dirección, estudia Historia y Música. Más tarde, retorna a Copenhague donde estudia Teología y Derecho en la Universidad, ganándose la vida como músico.
Deviene bien pronto preceptor de una viuda de ex primer ministro, la condesa Shulin. Permanece a su servicio durante diecisiete años. Vive con la familia en Østergade, en el centro de Copenhague en invierno, y en verano, en el pequeño castillo de Frederiksdal, próximo al lago Furesø, noroeste de Copenhague.
Es entonces cuando comienza a interesarse por la historia natural, por la que la condesa sentía un gran interés. Sus viajes por Europa con sus hijos, le hicieron conocer a varios científicos renombrados como Bernard de Jussieu (1699-1777) o Michel Adanson (1727-1806).
Prepara, en 1763, una primera obra sobre los champiñones seguida en 1764 de una fauna entomológica, Fauna insectorum Friedrichsdaliana, y en 1767 de una flora, Flora Friedrichsdaliana, esta última es ilustrada por él mismo.
Tras la muerte de la condesa, obtiene en 1769 un puesto de consejero en la Cancillería; y en 1771 el de archivista de la Cámara de Finanzas de Noruega.
Se casa con A.C. Paludan, una mujer rica que le permite dedicarse enteramente al estudio. Pasa el resto de su vida estudiando el ambiente natural de Själland en Zelanda, Países Bajos y a lo largo de las costas del sur de Noruega, donde su mujer poseía una residencia de veraniega.

## Realizaciones
En 1776 fue el autor de Zoologiae Danicae Prodromus, primer estudio de la fauna de Noruega y Dinamarca, clasificando más de 3.000 especies locales. Fue de los primeros en estudiar microorganismos, y establecer una clasificación de varios grupos de animales, incluyendo Hydrachnellae, Entomostraca, e Infusiora.
Fue miembro de la Academia Caesarea Leopoldina, la Real Academia de las Ciencias de Suecia, la Academia de las Ciencias Francesa y de la Sociedad de Amigos de la Ciencia Natural de Berlín; Fue un pionero como naturalista de campo, y estableció la clasificación de varios grupos de animales (Hydrachnellae, Entomostraca, Infusoria) desconocidos por Carlos Linneo.

## Obra
- Zoologiae Danicae Prodromus, seu Animalium Daniae et Norvegiae Indigenarum characteres, nomina, et synonyma imprimis popularium.... Copenhague, Hallager por el autor. 282 pp. 1776 PDF
- Continens Tabulas I - XL. Zoologiæ Danicæ Seu Animalium Daniæ Et Norvegiæ Rariorum Ac Minus Notorum Icones. 4 pp. 1777
- Zoologiae Danicae Prodromus, primer manual del tópico (Zoología Danesa y Noruega) y por muchos años la más comprensiva. La planeó como el inicio de una gran fauna ilustrada, pero solo un apareció un volumen aparece antes de su fallecimiento; los siguientes volúmenes se publican en 1806 preparados por Søren Abildgaard y por Martin Heinrich Rathke, además de otros, pero nunca alcanzaron el estándar de la Flora Danica según Georg Christian Oeder" Diccionario de Biografías Científicas (DSB). 16 Bde. NY 1981.
- Fauna Insectorum Fridrichsdalina. Lipsiae : Hafniae et Gleditsch xxiv 96 pp. 1764
- Entomostraca seu Insecta Testacea, quae in aquis Daniae et Norvegiae reperit, descripsit et iconibus illustravit. 135 pp. 1785 PDF
- Animalcula infusoria fluviatilia et marina quae detexit, et ad vinum delineari. 367 pp. 1786
- Entomostraca seu Insecta testacae quae in aquis Daniae et Norvegiae reperit. 1792
- Naturgeschichte einiger Wurmarten des süssen und salzigen Wassers. 1800. 200 pp. En línea

## Honores

### Epónimos
- (Fabaceae) Muellera L.f.[1]

- La abreviatura «O.F.Müll.» se emplea para indicar a Otto Friedrich Müller como autoridad en la descripción y clasificación científica de los vegetales.[2]

## Abreviatura (zoología)
La abreviatura Müller  se emplea para indicar a Otto Friedrich Müller como autoridad en la descripción y taxonomía en zoología.